# 李節街

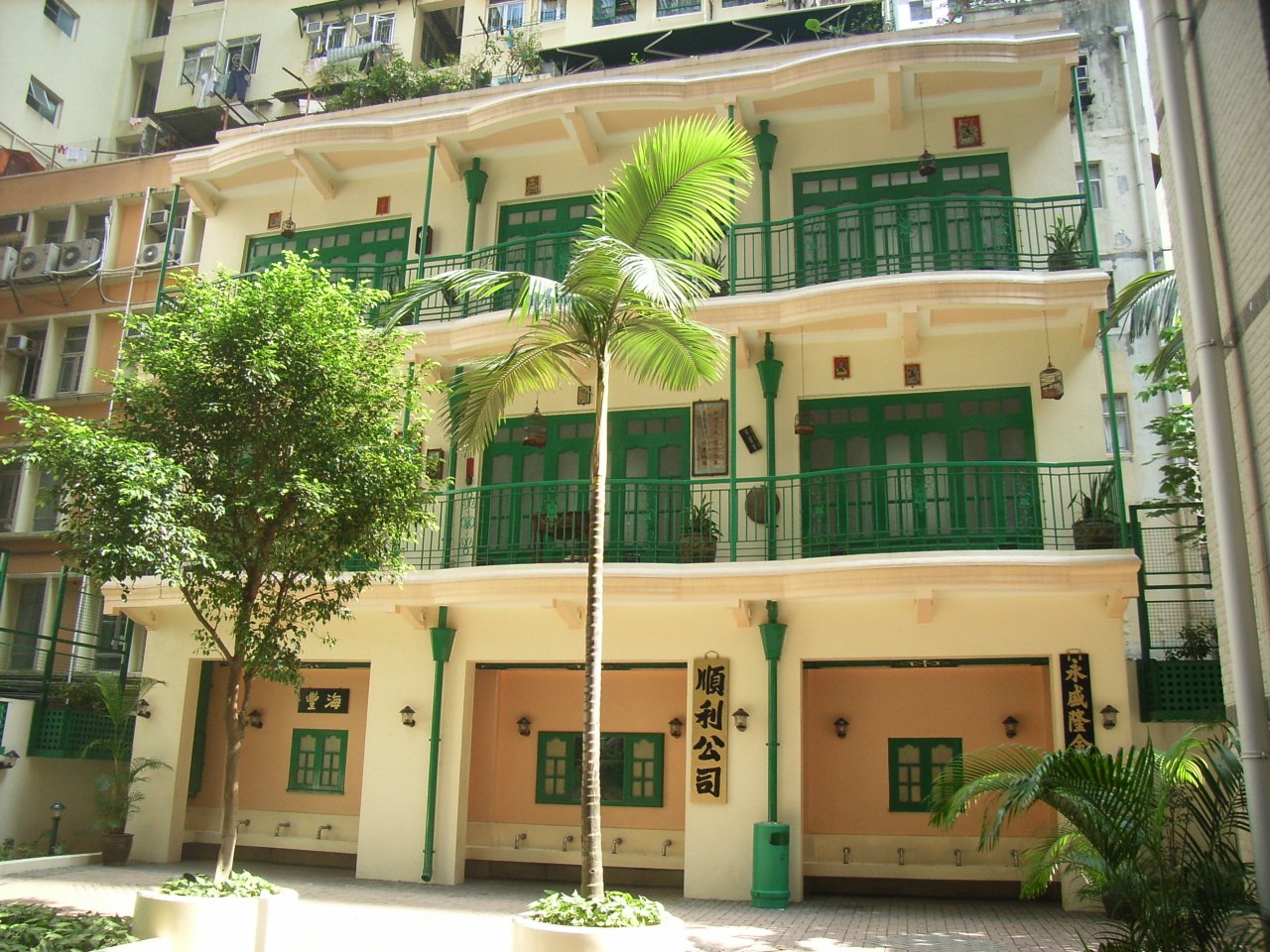
李節街內有一處南洋風格的小公園，它展示著昔日的建築物外貌風光

李節街（英語：Li Chit Street）是位於香港島灣仔區灣仔的一條街道，以李陞之弟李節命名。其中段因重建成為私家路，有24小時物業管理人員守衛，只限住戶車輛出入，地面的一層外有數個車位的停車場，有可供公眾休息的小公園，南洋風格。特色是有一座類似澳門大三巴牌坊只剩下前壁的唐樓。唯該前壁並非真蹟，而是把舊建築推倒後重新製造的模型，可謂「假古董」。
李節街的南端位於皇后大道東70號，北端在莊士敦道14號。
李節街鄰近的地標有在分域街的循道衛理香港堂。
在1991年2月7日，李節街17座戰前樓宇被列為危樓，4月遷出全部住戶，後被改建成公園。12月開始土地發展公司重建李節街剩下唐樓前壁。

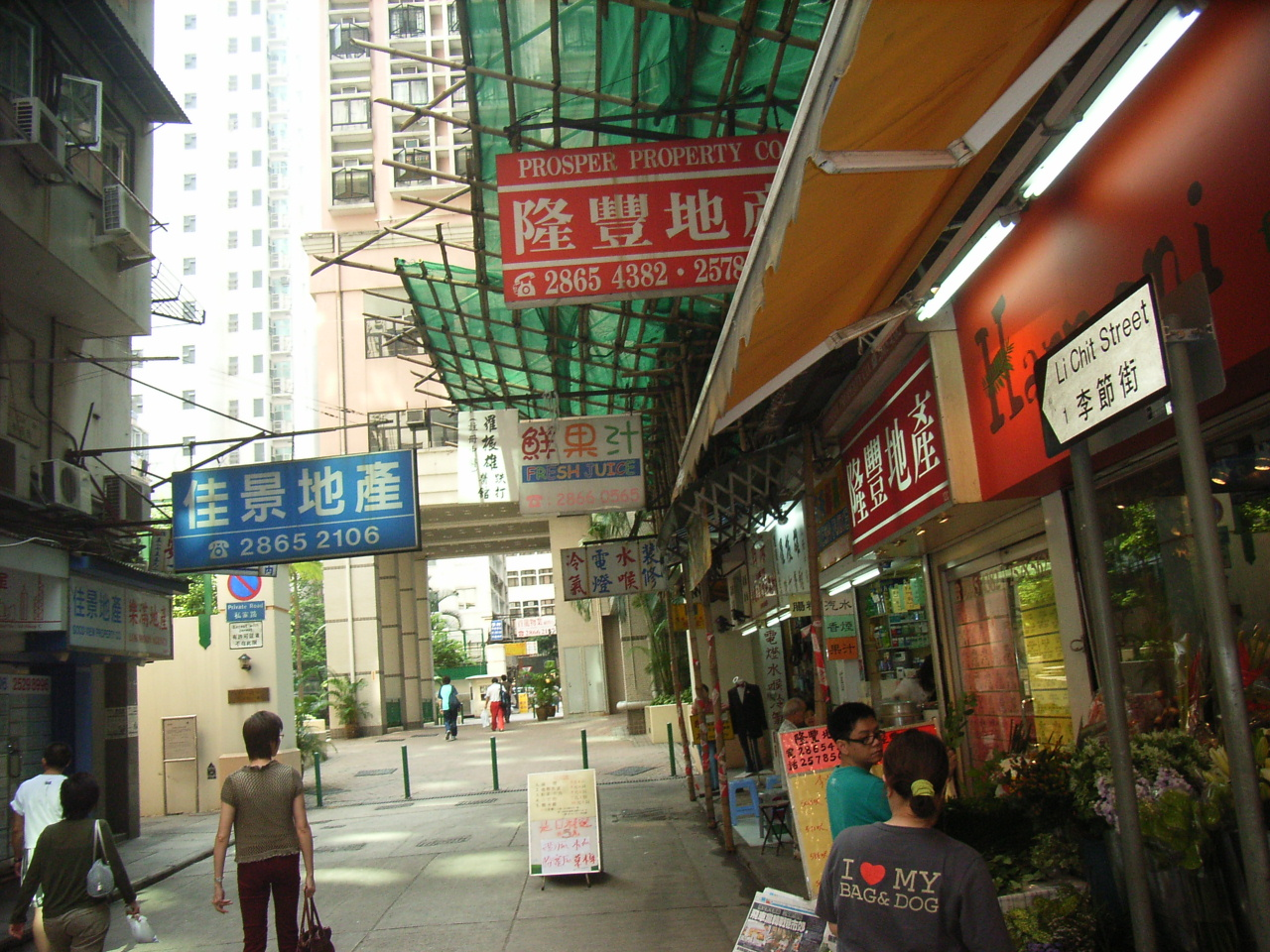
李節街的北端
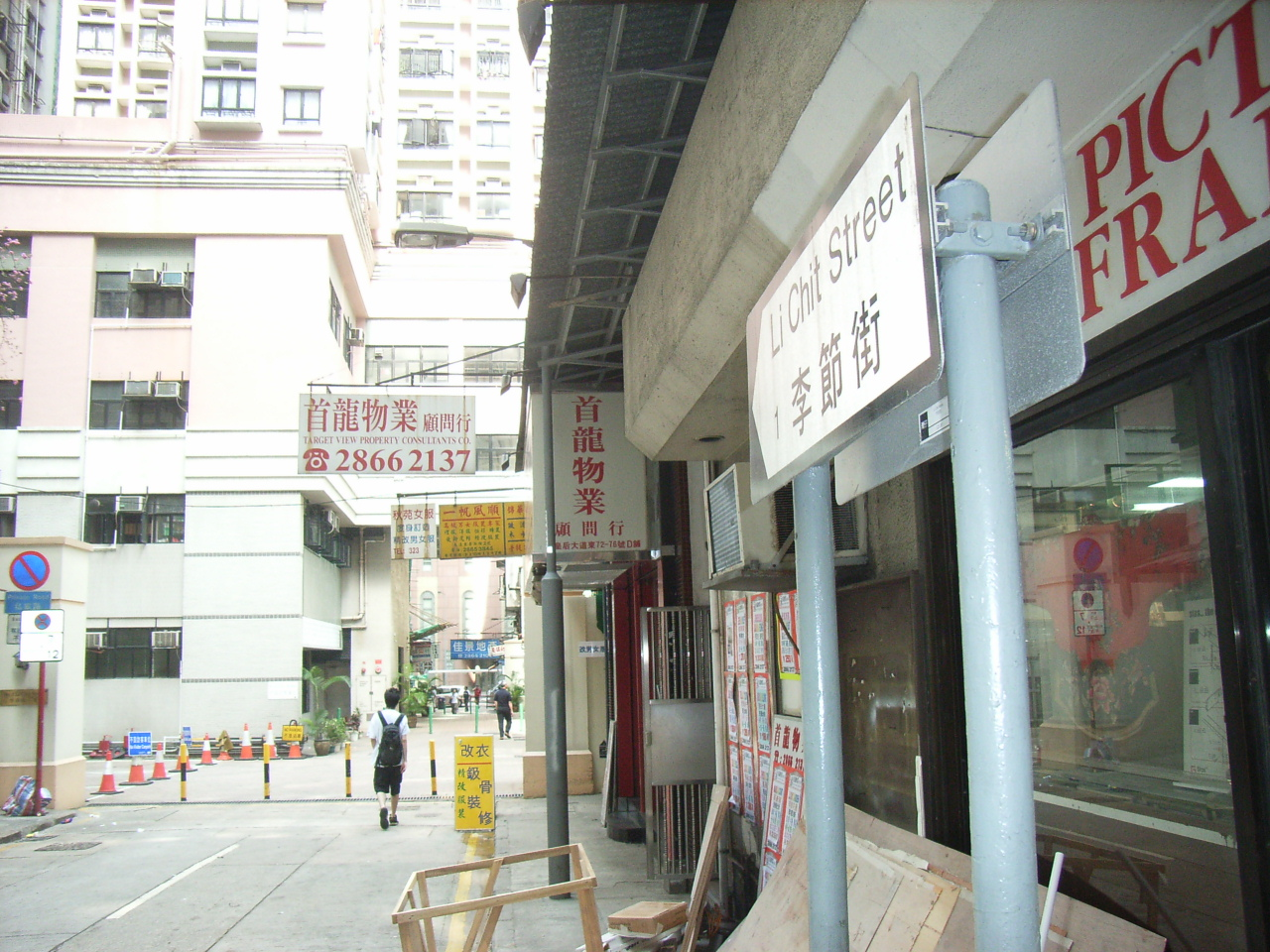
李節街的南端
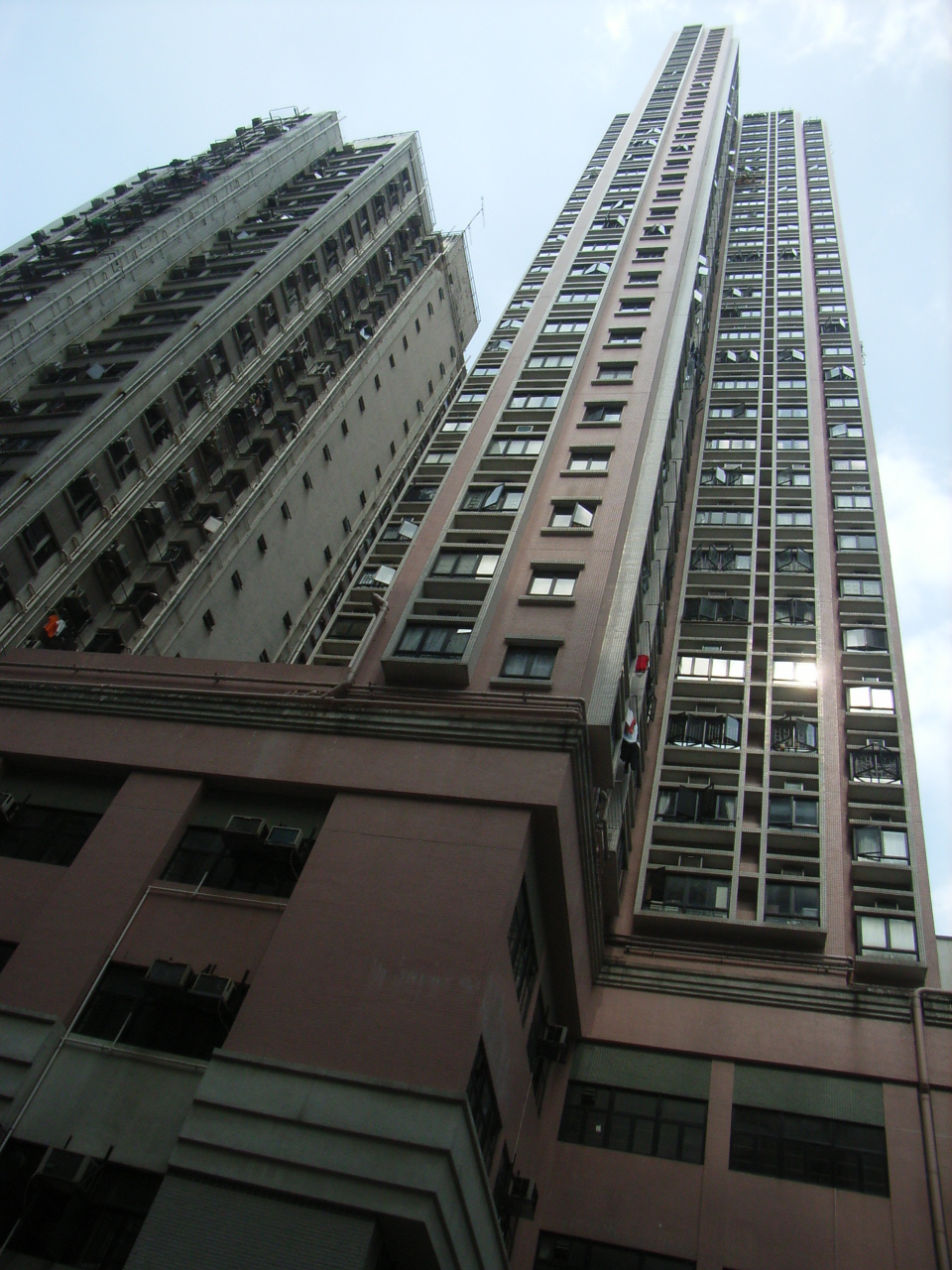
私人住宅大廈李節花園外貌

## 外部連線
- 香港灣仔李節街的地圖 （页面存档备份，存于）
- 李節街於1920年4月1日命名 （页面存档备份，存于）